# Championnat d'Islande de football 1958
Navigation
Saison précédente Saison suivante
La saison 1958 du Championnat d'Islande de football était la 47e édition de la première division islandaise. 
C'est l'IA Akranes qui termine en tête du championnat. C'est le 5e titre de champion d'Islande de l'histoire du club.
La relégation va se jouer sur un seul match puisque les deux derniers du classement terminent à égalité de points. C'est l'ÍB Hafnarfjörður qui est relégué en 2. Deild, 2 ans après son accession.

## Les 6 clubs participants
- KR Reykjavik
- Fram Reykjavik
- Valur Reykjavik
- ÍB Hafnarfjörður
- ÍBK Keflavík
- IA Akranes

## Compétition

### Classement
Le barème de points servant à établir le classement se décompose ainsi :
- Victoire : 2 points
- Match nul : 1 point
- Défaite : 0 point

| Rang | Équipe           | Pts | J | G | N | P | Bp | Bc | Diff |
| ---- | ---------------- | --- | - | - | - | - | -- | -- | ---- |
| 1    | ÍA Akranes T     | 10  | 5 | 4 | 1 | 0 | 23 | 9  | +14  |
| 2    | KR Reykjavik     | 7   | 5 | 3 | 2 | 0 | 12 | 3  | +9   |
| 3    | Valur Reykjavik  | 6   | 5 | 3 | 0 | 2 | 10 | 12 | -2   |
| 4    | ÍBK Keflavík P   | 3   | 5 | 0 | 3 | 2 | 6  | 11 | -5   |
| 5    | Fram Reykjavik   | 2   | 5 | 0 | 2 | 3 | 8  | 12 | -4   |
| 6    | ÍB Hafnarfjörður | 2   | 5 | 0 | 2 | 3 | 7  | 19 | -12  |

|  | Champion d'Islande 1958                |
|  | Barrage pour la relégation en 2. Deild |

### Matchs
Tous les matchs se sont disputés au stade de Melavöllur à Reykjavik.
| Résultats (▼dom., ►ext.)                                   | Fra | Haf | Akr | Kef | KR  | Val |
| Fram Reykjavik                                             |     | 2-2 | 4-6 | 2-2 | 0-1 | 0-1 |
| ÍB Hafnarfjörður                                           |     |     | 1-3 | 1-1 | 0-7 | 3-6 |
| ÍA Akranes                                                 |     |     |     | 5-1 | 2-2 | 7-1 |
| ÍBK Keflavík                                               |     |     |     |     | 1-1 | 1-2 |
| KR Reykjavik                                               |     |     |     |     |     | 1-0 |
| Valur Reykjavik                                            |     |     |     |     |     |     |
| - Victoire à domicile - Match nul - Victoire à l'extérieur |     |     |     |     |     |     |

#### Barrage pour la relégation
Les clubs de Fram Reykjavik et d'ÍB Hafnarfjörður ayant terminé la saison à égalité à la 5e, un match de barrage est organisé afin de connaître l'équipe reléguée en 2e division. Le Fram Reykjavik remporte facilement le match 6-0 et se maintient en 1. Deild.
| 7 septembre 1958 | Fram Reykjavik | 6 - 0 | ÍB Hafnarfjörður | Melavöllur, Reykjavik |
|                  |                |       |                  | Spectateurs : 1 184   |
|                  | (Rapport)      |       |                  |                       |

## Bilan de la saison
| Tableau d'Honneur                 |            |
| Compétition                       | Vainqueur  |
| Championnat d'Islande de football | IA Akranes |

| Promotion et relégation |                   |
| Relégué en 2. Deild     | ÍB Hafnarfjörður  |
| Promu en 1. Deild       | þrottur Reykjavik |

## Meilleurs buteurs
| # | Buteurs            | Clubs          | Nb de Buts |
| - | ------------------ | -------------- | ---------- |
| 1 | þordur þordarsson  | IA Akranes     | 10         |
| 2 | Bjorgvin Arason    | Fram Reykjavik | 5          |
| 2 | Helgi Björgvinsson | IA Akranes     | 5          |
| 4 | Þórólfur Beck      | KR Reykjavik   | 4          |